# William Gudykunst
William B. Gudykunst né le 26 octobre 1947 à Manning et mort le 20 janvier 2005 à Laguna Beach était un professeur américain dans le domaine des communications interpersonnelle et interculturelle,.